# Emil Georg Bührle
Emil Georg Bührle, né le 31 août 1890 à Pforzheim dans l'empire allemand, devenu suisse en 1937 et mort le 26 novembre 1956 à Zurich, est un fabricant d'armes et grand collectionneur d'art. Sa collection a été donnée à la Fondation et Collection Emil G. Bührle en 1960.

## Biographie

### Origines et famille
Emil Georg Bührlenaît le 31 août 1890 à Pforzheim. Il est le fils de Josef Bührle, employé du fisc, et de Rosa née Benz.

### Etudes
Emil Georg Bührle commence en 1909 des études de littérature et d'histoire de l'art à et d'allemand à Fribourg-en-Brisgau et à l'Université de Munich, études qui l'amènent à découvrir les impressionnistes dès 1913. 
L'éclatement de la Première Guerre mondiale en été 1914 l'empêche de terminer son doctorat.  

### Carrière professionnelle
De 1914 à 1919, après avoir abandonné ses études, il devient officier de cavalerie dans le 22e régiment de dragons de l'armée impériale.
À la fin de la guerre, Bührle ne retourne tout d'abord pas à la vie civile, mais reste dans son unité, qui rejoint le corps franc du général Dietrich von Roeder. 
En 1920, il épouse Charlotte Schalk, fille d'un banquier qui lui ouvre les portes de la Magdeburger Werkzeugmaschinenfabrik. 
E.G. Bührle est envoyé en Suisse et s'installe à Oerlikon dans la banlieue zurichoise où il perfectionnera la fabrication de canons dans la Werkzeugmaschinenfabrik Oerlikon, usine créée en 1906.
En 1929, il rachète la moitié des parts de la fabrique puis en 1939, la totalité.
Dès 1938, conseillé par le marchand d'art Fritz Nathan, il réunit une importante collection d'art : entre des ventes d'armes importantes et des achats d'œuvres à prix « cassés », la période lui est particulièrement favorable. En 1939, sa fortune est estimée à 8,5 millions de francs suisses ; en 1945, elle s'élève à 170,6 millions. De ses achats des années 1939-1945, treize se révéleront plus que douteux,, dont des œuvres ayant appartenu au marchand d'art juif Paul Rosenberg, et seront restitués ou rachetés.
En 1948 il acquiert Le Gilet rouge de Cézanne, l'année suivante La petite Irène de Renoir.
En 1952, le marchand de tableaux parisien Max Kaganovitch le persuade de s'intéresser à la jeune peinture abstraite. C'est alors qu'il crée le Prix Bührle, décerné en 1952 à Joseph Pressmane, peintre franco-ukrainien, en 1953 à Bill Parker, peintre américain (tous deux de l'Ecole de Paris).

### Vie privée
Cantonné à Magdebourg dans la maison du banquier Ernst Schalk, il fait la connaissance de sa fille Charlotte Schalk, qu'il épouse en 1920. Le couple a deux enfants, Dieter Bührle (de) et Hortense Anda-Bührle. 
En 1937, il est naturalisé suisse, en devenant bourgeois de Zürich.

### Mort
Emil Georg Bührle meurt le 26 novembre 1956 à Zurich.
A sa mort, il légue une dizaine des œuvres restantes à la Fondation et Collection Emil G. Bührle.

## Controverses
L'origine des collections de Bührle a suscité beaucoup de controverses. Le Kunsthaus de Zürich, qui a bénéficié de son argent et de ses collections (aujourd'hui exposées dans le nouveau bâtiment conçu par David Chipperfield), en a conscience et a essayé d'agir avec transparence. Dans un premier temps, la provenance de chaque œuvre de la collection est consultable en ligne. Ensuite, l'institution a mené une enquête sur l'origine des œuvres dirigée par le professeur et historien de l'économie Matthieu Leimgruber. Elle s'intitule Kriegsgeschäfte, Kapital und Kunsthaus. Die Sammlung Emil Bührle im historischen Kontext (Affaires de guerre, capital et Kunsthaus. La collection Emil Bührle dans son contexte historique) et a été publiée en 2021. 
Cependant, l'installation de la collection Bührle dans le nouveau bâtiment en 2021 a suscité de nombreuses critiques, les recherches de provenance étant jugées partiales et lacunaires. La Ville de Zürich a donc demandé la réalisation d'une enquête extérieure. Dans ce contexte, l'artiste Miriam Cahn a publié une lettre ouverte en décembre 2021 expliquant qu'elle voulait retirer ses œuvres du musée si la collection Bührle y restait sans remise en question.

## Iconographie
- n.d.  -  Buste , en bronze, par Otto Bänninger